# Роллиния слизистая
Роллиния слизистая (лат. Rollinia mucosa) — плодовое дерево семейства Анноновые.

## Описание
Ролиния — быстрорастущее листопадное дерево высотой от 4 до 15 м с овально-продолговатыми кожистыми листьями 10-25 см длиной, с бархатистой нижней поверхностью. Цветки гермафродитные с волосатыми чашелистиками и мясистыми лепестками. Плод коническо-сердцевидный, диаметром 15 см. Кора плода жёлтая, составленная из шестиугольных конических сегментов, каждый сегмент имеет наклоняющийся бородавкоподобный выступ. Внутри плода содержится белая слизистая просвечивающаяся сочная мякоть с многочисленными чёрно-бурыми эллиптическими семенами 1,6-2 см длиной. Плоды созревают в феврале — марте.

## Распространение
Встречается в диком виде на обширной территории от Северной Аргентины, Бразилии, Парагвая и Перу на юге до Гайаны, Венесуэлы, Колумбии, Южной Мексики и Антильских островов на севере. Наиболее широко она культивируется в Бразилии и Перу. В начале двадцатого века она была интродуцирована на Филиппины.

## Использование
Мякоть плодов употребляется в свежем виде или сбраживается в вино.
Из веток дерева делают вергу. На неё натягивается струна в музыкальном инструменте беримбау.